# Lianne Tan
Lianne Nathanaele Tan (Bilzen, 20 november 1990) is een Belgisch badmintonster met Indonesische roots.

## Levensloop
Tan groeide op in een gezin met een Indonesische vader en een Belgische moeder. Ze begon op zevenjarige leeftijd met badminton, ook beoefende zij gymnastiek. In het badminton werd ze dertienmaal Belgisch kampioene in het enkelspel (2010-2022). In 2012 (met Nining Kustyaningsih) en in 2016 (met Flore Vandenhoucke) won ze tevens het BK in het 'dames dubbel'.
Tan is de eerste Belgische badmintonster die zich kon plaatsen voor de Olympische Spelen. Ze nam driemaal deel, met name in 2012 te Londen, 2016 te Rio de Janeiro en 2021 te Tokio. Ze sneuvelde er telkens in de groepsfase. Ook nam ze tweemaal deel aan de Europese Spelen. In 2015 te Bakoe behaalde ze er zilver en in 2019 te Minsk strandde ze in de 1/8e finales.
Tan studeerde tandheelkunde aan de Radboud Universiteit te Nijmegen. Ze heeft een tandartsenpraktijk te Bilzen. Haar oudere broer Yuhan Tan was eveneens actief in het badminton.

## Palmares

### 2020
- Belgisch kampioenschap enkelspel
- 15e plaats Olympische Zomerspelen 2020

### 2019
- Belgisch kampioenschap enkelspel

### 2018
- Belgisch kampioenschap enkelspel

### 2017
- Belgisch kampioenschap enkelspel

### 2016
- 14e plaats Olympische Zomerspelen 2016
- Belgisch kampioenschap enkelspel
- Belgisch kampioenschap dubbelspel
- Estonia International enkelspel
- Tahiti International enkelspel

### 2015
- Belgisch kampioenschap enkelspel
- Europese Spelen 2015 enkelspel
- Morocco open enkelspel
- Romania International enkelspel
- Dutch International enkelspel
- Kazakhstan International enkelspel

### 2014
- Belgisch kampioenschap dubbelspel
- Marocco Open enkelspel
- 9e plaats Europees kampioenschap enkelspel

### 2012
- Tweede ronde Europees kampioenschap enkelspel
- 17e Olympische Spelen enkelspel